# And Maggie Makes Three
And Maggie Makes Three, titulado Y con Maggie son tres en Hispanoamérica e Y con Maggie, tres en España, es un episodio perteneciente a la sexta temporada de la serie animada Los Simpson, emitido originalmente el 22 de enero de 1995. El episodio fue escrito por Jennifer Crittenden y dirigido por Swinton O. Scott III. En el episodio, Lisa se da cuenta de que no hay fotos de Maggie en los álbumes de fotos familiares. Esto lleva a que Homer narre la historia del nacimiento de Maggie. En 1993, Homer renuncia a su trabajo en la Planta Nuclear, y decide cumplir un sueño: trabajar en los bolos. Cuando Maggie nace, Homer no tiene suficiente dinero para mantener a su familia, por lo que vuelve a la Planta para recuperar su empleo. 
Fue el primer episodio en el que trabajaron Crittenden y Scott en Los Simpson. Contiene referencias culturales a programas televisivos tales como The Mary Tyler Moore Show y Knight Rider. Desde su emisión, ha recibido varias críticas positivas de fanáticos y críticos de televisión, y ha sido descrito como "una conmovedora mirada hacia la paternidad" por Kevin Wong en PopMatters. Tuvo un índice de audiencia Nielsen de 10,3 puntos, siendo el cuarto programa más visto de Fox la semana en que se estrenó.

## Sinopsis
Una vez a la semana, Marge insiste en realizar la "hora familiar" en lugar de ver la televisión, y los Simpson deciden pasar el tiempo mirando los álbumes de fotos familiares. Bart y Lisa preguntan por qué no hay fotos de Maggie, lo que desencadena un relato contado por Homer, en el cual abarca la concepción y el nacimiento de Maggie. 
La historia se desarrolla dos años atrás, cuando Bart tenía ocho años y Lisa, seis. Homer odiaba su trabajo en la Planta Nuclear de Springfield, por lo que renuncia, no sin antes burlarse y ridiculizar al Sr. Burns frente a todos los empleados. Así decide empezar a trabajar en el empleo de sus sueños: acomodador de bolos, cuyo dueño del lugar es el tío de su amigo Barney Gumble. Aunque su nuevo trabajo tenía un sueldo menor al que tenía previamente, era mucho mejor para Homer, quien lo disfrutaba cada día. Además, el dinero les permitía vivir relativamente bien a los cuatro miembros de la familia. 
Sin embargo, esa misma noche, cuando Marge y Homer celebran su nueva vida, ellos hacen el amor y Marge queda embarazada. Sabiendo que un bebé llegará a la familia, Marge se da cuenta de que el nuevo trabajo de Homer no será suficiente y necesitará uno con mejor sueldo. Para no preocuparlo, decide guardar la noticia en secreto, hasta que llegase el momento ideal para decírselo. Pese a esto, le cuenta lo ocurrido a sus hermanas a quienes pide que no se lo digan a Homer y no lo hacen, pero en su lugar pasan la voz a todo el pueblo. Toda la gente empieza a felicitar a Homer, donde este último asume que es por su nuevo trabajo, sin sospechar nada del bebé. 
Finalmente, le organizan a Marge una fiesta sorpresa en la casa de los Simpson, celebrando la llegada del bebé. Marge se preocupa de que Homer pueda llegar porque sabe que todavía no es el momento ideal para revelarle su embarazo. En ese momento llega el esposo y aunque ve todo lo que le organizaron a Marge él no sospecha nada hasta que, irónicamente, cuando su vecino Maude Flanders lo felicita por su nuevo trabajo, se da cuenta de que su esposa espera un bebé, lo que no le hace ninguna ilusión. 
Debido a los problemas económicos que acarrea el embarazo de Marge, Homer pide un aumento en su nuevo empleo pero el dueño no puede dárselo a menos que haga crecer la clientela del negocio. Esa noche, Homer intenta incrementar considerablemente la clientela estudiando algo de mercadotecnia aplicada a los bolos y se pone a disparar con un rifle al aire en la entrada del negocio ahuyentando a los clientes, en lugar de atraerlos. Luego de este incidente, Homer es despedido con mucha tristeza de su trabajo, pero antes de dejarlo todo en los bolos, el tío de Barney y los demás empleados se despiden emotivamente de él y le obsequian una chaqueta morada con un mensaje escrito en la parte trasera que dice: "Lástima que tengas que hacer chuza". Con este pequeño gesto, Homer les dice a los presentes que los días que trabajó allí fueron los más felices de su vida y se retira del local.
Ahora completamente desempleado y viendo que necesita conseguir dinero para mantener a su creciente familia, Homer se ve forzado a regresar a su infeliz trabajo en la Planta Nuclear, para su descontento. Al llegar a la Planta Nuclear, una lluvia ácida derrite y disuelve la chaqueta morada que le obsequiaron en los bolos. Al llegar a la recepción, la secretaria le pregunta si es un nuevo empleado, pero Homer le menciona que él renunció previamente y quiere que lo reintegren a su antiguo puesto, por lo que la secretaria le menciona que entre por una puerta que dice "Suplicantes". Finalmente cuando llega al despacho del Sr. Burns, este último le permite a Homer reintegrarse a su antiguo puesto, sin embargo de acuerdo a las políticas de la compañía, este le coloca una placa desmotivadora como castigo de su renuncia previa la cual tiene escrita la frase: "Don’t forget: you’re here forever" ("No lo olvide, Usted está aquí para siempre"), para ahora recordarle a Homer que ya no podía renunciar a la Planta Nuclear nuevamente. Tiempo después, Homer y Marge están en el hospital porque llegó la hora de dar a luz y aunque al principio no le gustaba la idea del bebé nuevo, sin embargo Homer se encariña con Maggie desde el primer momento que la ve. 
De vuelta en el presente, Bart y Lisa siguen preguntándose por qué no hay fotos de Maggie en el álbum familiar, pero Homer solo se limita a decir que si hay fotos de Maggie, pero que las mismas están en un lugar donde este más la necesita. La escena siguiente muestra su puesto de trabajo en la Planta Nuclear, con fotos de Maggie pegadas en la pared por todos lados y en particular sobre la placa que le dejó el Sr. Burns previamente, donde había cubierto las letras de la placa con las fotos hasta formar la frase: "Do it for her" ("Hazlo por ella").

## Producción

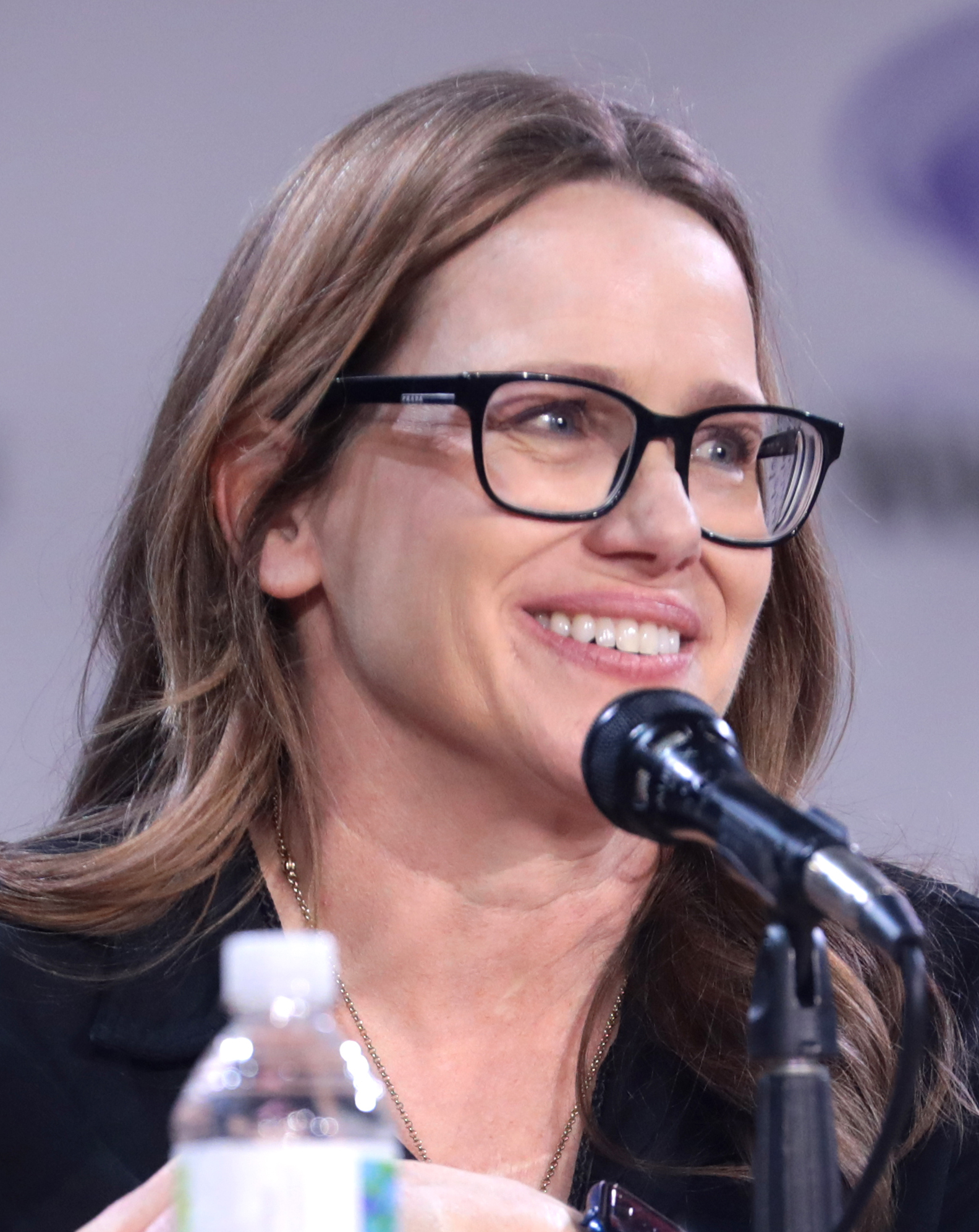
Jennifer Crittenden hablando en la WonderCon 2023 en Anaheim, California.

El episodio fue escrito por Jennifer Crittenden, y dirigido por Swinton O. Scott III. Fue el primer episodio que Scott dirigió en Los Simpson. Crittenden también tuvo su debut como guionista para la serie con este episodio. Fue descubierta cuando estaba tomando un curso para principiantes en la 20th Century Fox, y David Mirkin decidió contratarla. La única experiencia previa de Crittenden como guionista había sido en Late Show with David Letterman. 20th Century Fox le presentó a Crittenden a Mirkin, y este leyó un libreto suyo, el cual le pareció bueno. Cuando habló por primera vez con ella, le pareció una mujer muy agradable y madura. Crittenden tenía solo 23 años en aquella época, pero a Mirkin le agradó y decidió que formase parte del panel de guionistas.
Luego de que Homer renuncia a su empleo en la Planta Nuclear, violentamente lanza al Sr. Burns fuera de su auto. Luego pasa por sobre un puente de madera, y para asegurarse de que Burns no lo persiguiese, arroja un fósforo encendido sobre el puente, el cual se incendia completamente en cuestión de un segundo. Mirkin tuvo la idea de este gag, y dijo que lo bueno de la animación es que se puede realizar casi todo de manera perfecta, algo que no puede hacerse con actores reales. Luego dijo que el elenco siempre se entusiasma cuando los directores van a hablar con ellos porque pueden, por ejemplo, hacer que un puente se incendie al instante, mostrándolo en una sola imagen. Como director de rodaje en imagen real, Mirkin dijo que disfruta al tener el control que tiene sobre la animación, ya que «hay millones de cosas que podemos hacer [en la animación] que no podríamos hacer con actores reales».
En el episodio, el Sr. Burns coloca una "placa desmotivadora" en la estación de trabajo de Homer que dice "No lo olvide: está aquí para siempre" (Don't forget: you're here forever en la versión original). Homer luego pega fotos de Maggie alrededor de la placa para alterarla, consiguiendo que se leyese "Hazlo por ella" (Do it for her), refiriéndose. El guionista George Meyer, a quien le gusta escribir bromas que incluyan anagramas o cualquier forma de juegos de palabras, fue quien tuvo la idea de este gag. También es un homenaje de las características introducidas en la Revista MAD por Al Jaffee.